# Feniöarna

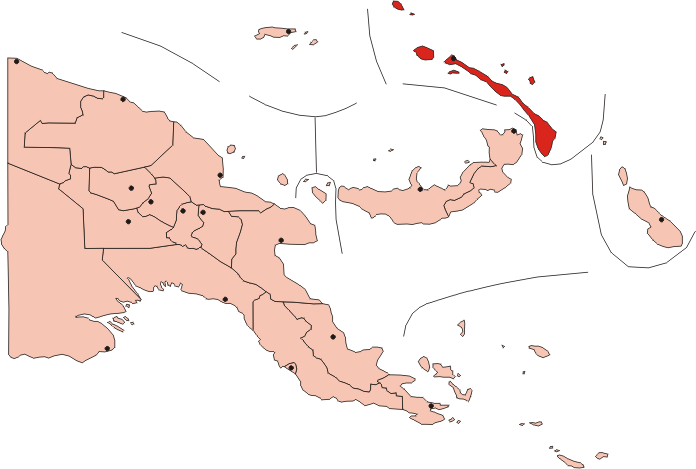
New Ireland översikskarta

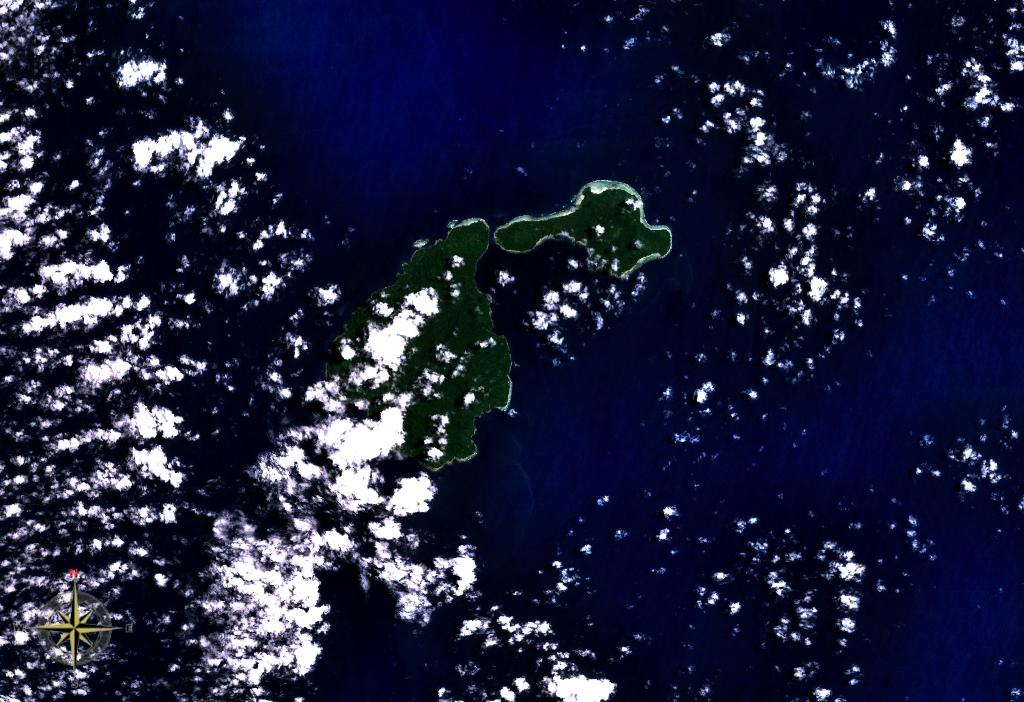
Feni öarna

Feniöarna (tidigare Aniröarna) är en ögrupp i Bismarckarkipelagen i västra Stilla havet och tillhör Papua Nya Guinea.

## Geografi
Feniöarna utgör en del av New Ireland provinsen och ligger cirka 1.000 km nordöst om Port Moresby och cirka 150 km öster om huvudön Niu Ailan. Dess geografiska koordinater är 4°08′ S och 153°07′ Ö. Ögruppen ingår i en ökedja som löper parallellt öster om Niu Ailanön med övriga Tabaröarna - Lihiröarna - Tangaöarna - Feni - Greenöarna och Bougainvilleön.
Öarna är av vulkaniskt ursprung och har en area om ca 110 km². Den högsta höjden är själva vulkanen på cirka 450 m ö.h. På öarna finns en mängd heta källor och gejsrar.
Befolkningen är främst fördelad på byar längs kusten och öns inre täcks till största del av regnskog. Huvudorten Warambif ligger på Ambitleöns södra del.
Feniöarna skiljs av det bara ca 100 m breda Salatsundet och omfattar
- Ambitle Island, huvudön, ca 87 km²
- Babase Island, ca 23 km²

Öarna kan bara nås med fartyg då de saknar flygplats.

## Historia
Ön har troligen bebotts av melanesier sedan cirka 1500 f.Kr. Den upptäcktes av nederländske kaptenerna Jacob Le Maire och Willem Corneliszoon Schouten år 1616.
Området hamnade 1885 under tysk överhöghet som del i Tyska Nya Guinea. Området förvaltades till en början av handelsbolaget Neuguinea-Compagnie.
Efter första världskriget hamnade området under australisk kontroll och Australien fick senare även officiellt mandat för hela Bismarckarkipelagen av förenta nationerna. 
1942 till 1945 ockuperades området av Japan men återgick sedan till australiskt förvaltningsmandat tills Papua Nya Guinea blev självständigt 1975.
På Ambitle upptäcktes en guldfyndighet som förmodas bli en stor guldgruva.
På Babase hittades nära byn Kumgot på öns norra sida betydande fynd från Lapita-kulturen.